# Dino Menichetti
Dino Menichetti (Orbignano, 11 ottobre 1918 – Pistoia, 8 maggio 2016) è stato un presbitero e compositore italiano.
La sua opera verte, in particolare, sulla musica sacra senza, però, disdegnare composizioni profane e strumentali.

## Biografia
Dino Menichetti nacque ad Orbignano, una piccola frazione del comune di Lamporecchio, in provincia di Pistoia, l'11 ottobre del 1918. La perdita della madre costrinse la sua famiglia a trasferirsi a Pescia, città della Valdinievole, che fu per Menichetti molto importante, poiché, ivi, entrò nel Seminario Vescovile che lo portò all'ordinazione sacerdotale nel 1941.
Sin da giovane, egli dimostrò delle innate doti musicali che ebbe poi modo di coltivare sotto la guida del M° Sebastiano Caltabiano presso l'Istituto Musicale "L.Boccherini" di Lucca. Dopo il diploma in composizione frequentò, presso l'Accademia "S.Cecilia" in Roma, il corso di perfezionamento con il M° Ildebrando Pizzetti.
Dal 1951 al 1952 fu direttore della Cappella della Santissima Annunziata a Firenze per la quale, nel 1952, scrisse la sua messa "Ecce ancilla Domini".
La sua vocazione profonda all'arte della composizione lo portò a rifiutare degli importanti incarichi da insegnante, che gli furono offerti presso il Pontificio Istituto di Musica Sacra, al fine di dedicarsi totalmente al suo lavoro di compositore
Nel 1978, la C.E.I., gli conferì la mansione di comporre le melodie liturgiche, che furono inserite nel nuovo Messale Romano e che tutt'oggi sono in uso.
Si spense in Pistoia l'8 maggio 2016.

## Le opere
Dino Menichetti fu un compositore molto prolifico. Nonostante vi siano, nella sua opera, numerose composizioni a carattere profano, il suo genio predilesse per lo più la musica sacra.
Il suo linguaggio è caratterizzato da una grande fluidità polifonica che riprende le antiche costruzioni contrappuntistiche con una arditezza armonica che deriva direttamente dai grandi maestri del suo secolo. Inoltre, la sua arte sacra mostra una profonda spiritualità nonché una grande capacità di trarre dal testo una forte espressività. Le sue composizioni sacre sono connotate da melodie a carattere modale che affondano le loro radici direttamente nel canto gregoriano.
L'insieme delle sue opere conta 12 messe, varî mottetti, numerosi canti liturgici, 10 oratorî, 4 cantate. Per quanto riguarda la musica profana, scrisse 23 liriche per canto e pianoforte su testi di poeti dell''800-'900 (composte fra il 1940 e il 1990), alcuni brani orchestrali (composti nel 1948) e organistici. Infine fu l'autore di molte elaborazioni di canti popolari e della revisione di alcune opere liriche con riduzione per canto e pianoforte ("La scala di seta" e "L'inganno felice" di Rossini, "Le serve rivali" di Traetta e il "Pimmalione" di Cherubini).

### Messe
- Messa "Jesu redemptor" (1938)
- Messa "Tu es sacerdos" (1940)
- Missa Pacis (1942-1943)
- Messa "Cum jubilo" (1950)
- Messa "Ecce ancilla Domini" (1952)
- Messa "Regina mundi" (1954)
- Messa "Santa Cecilia" (1959)
- Messa "Santa Trìnita" (1968)
- Messa piccola (1970)
- Messa pisana (simplex brevisque) (1979)
- Missa Sancta Teresia de Avila (1981)
- Missa "Virgo clemens" (1984)

### Oratorî
- L'epifania del Signore (1947-1984)
- Il figlio della vedova di Naim resuscitato (1950)
- Giovanni Battista (1959-1992)
- La guarigione del cieco nato (1991)
- San Giacomo (1994)
- Apocalypsis (1995-1996)
- Ruth (1999)
- Ermengarda (2000)
- Due Laude di Jacopone da Todi (2001)
- L'annunzio a Maria (2002-2003)

### Cantate
- Saluto all'Italia (di Francesco Petrarca) (1950)
- Canto della speranza (1956)
- Il Grande ritorno (elegia funebre) (1957)